# T.R.A.P.
『T.R.A.P.』（トラップ）は、大和屋エコによる日本の漫画作品。『週刊少年サンデー』（小学館）にて2010年16号から連載し、途中からクラブサンデー（同）に移籍して2011年6月3日まで連載された。話数のカウントは「第●話」。

## 概要
スポーツ漫画の新機軸を謳ったサスペンス漫画。超能力を題材としているため、物語後半は超能力を利用した陰謀を巡るようになっている。

## あらすじ
エースが死んだことで、活動休止状態の誘波高校サッカー部…終わらない悲しみ、たまるフラストレーション…そんな彼らの前に現れた不思議な少年。圧倒的なサッカースキル。すべてを見通しているかのようなパスセンス…天草海音…彼はいったい何者なのか…。

## 登場人物
天草 海音（あまくさ かいん）<FW> / ルシオ・メレンデス<本名>
誘波学院高校に転入してきた少年。身長155cm。中学生だが、詩音が半強制的に転入させた。人の心の声を聞くことができる力を持つ。
過去の記憶が無く、唯一サッカーのみを体が覚えていた。圧倒的なサッカースキルを持ち、すべてを見通しているかのようなプレーを見せる。
現在は記憶を取り戻し、兄のアントニオ、アナと共に行動している。
五十嵐 朗（いがらし あきら）
誘波学院サッカー部MF。
家族構成は父・母・弟（中2・サッカー部FW）血液型はO型。身長175cm。
以前は真崎と共に国立を目指していたが、今は彼の死から立ち直れていない。海音の中に真崎を見ている。
竹本 孝介（たけもと こうすけ）
誘波学院サッカー部FW。
衰退したサッカー部をなんとか再興しようとしており、五十嵐とは衝突することが多い。海音を入部させ、再び部を盛り上げようとする。
前田 進之丞（まえだ しんのじょう）
誘波学院サッカー部GK。
両親とは死別。血液型はB型。星座はてんびん座。身長は182cm。
椿と双子で「NOIZ」という音楽ユニットを組んでいる。椿からは「進ちゃん」と呼ばれている。
前田 椿（まえだ つばき）
誘波学院サッカー部のマネージャー。
「雑音（心の声）」除けのためのヘッドホンを常に着用している。前田とは双子で音楽ユニットを組んでいる。
歌声に「雑音」を妨害する力を宿す。料理の腕はいまいち。
海音の力を知っており、自身も同じ力を持っている。
Ｂ型。てんびん座。身長は162cm。
黒沢 遥（くろさわ はるか）
誘波学院サッカー部のマネージャー。
元々中学ではプレイヤーだったが、怪我が原因でマネージャーへと転向した。
天草 詩音（あまくさ しおん）
誘波高校の教師。
「海音の親戚」と言っていたが、実際は赤の他人で、海音を研究材料にするつもりだった。が、今では海音を守ろうとしている。高校で教師をする一方、大学では研究者の顔を持っている。
父親は医者であった。怪我をして病院につれてこられた海音を育てた。「海音」と名前を付けたのも詩音である。
真崎 秀臣（まさき ひでおみ）
誘波学院サッカー部に所属していた、超高校級プレイヤー。ユースからのオファーもあった。
有望視されていたサッカー選手であったが、2ヶ月前に事故死。それをきっかけに、誘波学院サッカー部は大きく衰退していった。
和田（わだ）
誘波学院の社会科教師。海音の能力を知っている。
かつて米軍に所属していた。脳の一部を麻痺させ、能力の使い方を忘れさせることが出来る。
現在は教師を辞め、海音たちの逃亡に協力している。
浅野（あさの）
北署の刑事。やる気ゼロ。
米軍の一員。
生川（おいかわ）
北署の刑事。やる気満々で、熱くなりやすい。浅野の後輩だが、手抜き捜査をする浅野を嫌っている。
現在、誘波学園の謎を追っている。
リオ・アルメイド
「組織」のボス。
海音の行方を追っている。
ロバート・J・ラウスマン
合衆国大統領。
能力者を欲しがっている。
アントニオ
海音の実の兄。
和田と同じように、記憶の一部を封じ込めることが出来る能力を持つ。
「組織（フロリスタ）」の一員だった。